# FK 모드리차
FK 모드리차 (FK Modriča Maxima)는 보스니아 헤르체고비나의 축구 클럽으로 보스니아의 스르프스카 공화국의 모드리차에 연고를 두고 있다. 클럽은 1922년에 창단되었으며 현재 보스니아 헤르체고비나 프리미어리그에 참가하고 있다. 2002-03시즌에 스르프스카 공화국 1부 리그 우승을 하면서 프리미어리그로 승격하였다.
2003-04시즌엔 보스니아 헤르체고비나 컵을 우승하면서 클럽 역사상 최고의 성과를 거두게 된다. 그리하여 다음 시즌의 UEFA컵에 진출하기도 하였다.

## 역사
클럽은 1922년에 "로굴리" (Rogulj)란 이름으로 창단하였으나 곧 "조라" (Zora)로 명칭을 바꾸었다. 초창기에는 공식 대회가 없었고, 단지 근처 지역팀들과의 친선 경기만이 있었다. 공식 첫 경기는 1923년에 인근 지역팀인 "보사나치" (Bosanac)라는 팀과의 경기로 2-2로 비겼다.
조라는 당국의 운영 금지로 1927년까지 존재하였다. 그러나 곧 다른 축구팀이 "올림피야" (Olimpija)라는 이름으로 창단되어 1937년까지 올림피야라는 이름으로 지속되었다. 그 후 "FC 도보르" (FC Dobor)라는 이름으로 바꾸었다. 2차 대전이 발발하면서 모든 스포츠 활동이 중지되었다가 전쟁이 끝난 후인 1945년에 "슬로가" (Sloga)라는 이름으로 재창단되었다. 아 쿨롭은 후에 "나프레닥" (Napredak)으로 명칭을 바꾸었다가 현재의 이름으로 변경하였다.

## 역대 성적
- 보스니아 헤르체고비나 프리미어리그 우승

우승 (1): 2007-08
- 스르프스카 공화국 1부 리그 우승

우승 (1): 2002-03
- 보스니아 헤르체고비나 컵 우승

우승 (1): 2004
- 스르프스카 공화국 컵 우승

우승 (1): 2007

## 선수 명단

### 역대
- 요비차 스토키치(2004 ~ 2010)